# Jan Dmóchowski

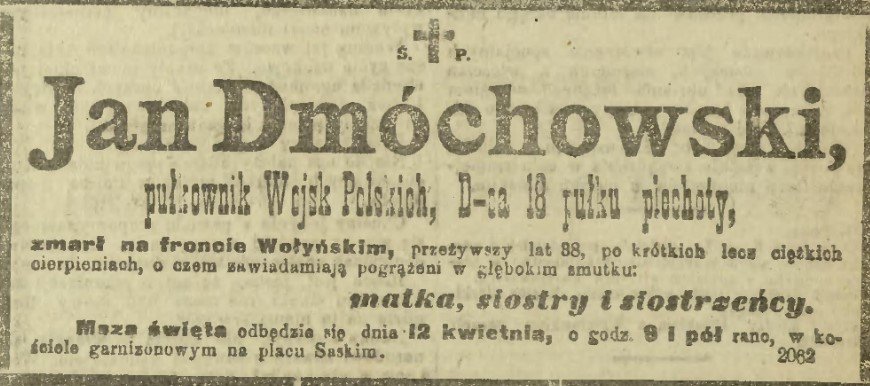
Nekrolog

Jan Jakub Dmóchowski (ur. 26 października 1887, zm. 29 marca 1920 w Kaczyczynie) – pułkownik piechoty Wojska Polskiego.

## Życiorys
Urodził się 26 października 1887 w guberni sankt-petersburskiej, w rodzinie Jana.
1 stycznia 1909 jako podporucznik pełnił służbę w rosyjskim 249 majkopskim batalionie rezerwowym (ros. 249-й Майкопский резервный батальон) w Stawropolu należącym do 63 Brygady Rezerwowej. W czasie I wojny światowej walczył w szeregach 269 noworżewskiego pułku piechoty (ros. 269-й пехотный Новоржевский полк) należącego do 68 Dywizji Piechoty. Awansował na kolejne stopnie: sztabskapitana (19 marca 1915), kapitana (17 kwietnia 1916 ze starszeństwem z 20 lipca 1915) i podpułkownika (24 maja 1916 ze starszeństwem z 1 grudnia 1915). W 1915 był ranny.
25 listopada 1918 został przyjęty do Wojska Polskiego z byłego I Korpusu Polskiego i byłej armii rosyjskiej, z warunkowym zatwierdzeniem posiadanego stopnia pułkownika ze starszeństwem od 19 czerwca 1917 i przydzielony do Etapów. 20 czerwca 1919 objął dowództwo 18 pułku piechoty. 20 grudnia 1919 został mianowany dowódcą tego pułku. Na jego czele walczył podczas wojny z Ukraińcami, a następnie wojny z bolszewikami m.in. pod Stepanówką.
Zmarł 29 marca 1920 w Kaczyczynie, w gminie emilczyńskiej powiatu nowogradwołyńskiego, w następstwie choroby. Został pochowany na Cmentarzu Wojskowym na Powązkach (kwatera A9, rząd 11, grób 1).
11 czerwca 1920 został pośmiertnie zatwierdzony z dniem 1 kwietnia 1920 w stopniu podpułkownika, w piechocie, w grupie oficerów byłych Korpusów Wschodnich i byłej armii rosyjskiej.

## Ordery i odznaczenia
- Order Świętego Włodzimierza 4 stopnia z mieczami i kokardą – 17 sierpnia 1915[4]
- Order Świętej Anny 2 stopnia z mieczami – 2 grudnia 1916[4]
- Order Świętego Stanisława 2 stopnia z mieczami – 16 listopada 1916[4]
- Order Świętej Anny 3 stopnia z mieczami i kokardą – 16 sierpnia 1915[4]
- Order Świętego Stanisława 3 stopnia z mieczami i kokardą – 23 marca 1915[4]
- Order Świętej Anny 4 stopnia z napisem „Za odwagę” – 30 marca 1916[4]
- angielski Krzyż Wojskowy[4]